# Glossosphecia melli
Glossosphecia melli is een vlinder uit de familie wespvlinders (Sesiidae), onderfamilie Sesiinae.
Glossosphecia melli is voor het eerst wetenschappelijk beschreven door Zukowsky in 1929. De soort komt voor in het Oriëntaals gebied.